# 詹納冰川
詹納冰川（英語：Jenner Glacier）是南極洲的冰川，位於帕默群島的布拉班特島南部，全長6公里，流經索爾韋山脈，最終注入杜佩雷灣東部，以英國的醫生命名，現時由南極條約體系管理。